# Rhamphidium crispifolium
Rhamphidium crispifolium är en bladmossart som beskrevs av Hugh Neville Dixon 1942. Rhamphidium crispifolium ingår i släktet Rhamphidium och familjen Ditrichaceae. Inga underarter finns listade i Catalogue of Life.